# Oenothera fruticosa
Oenothera fruticosa, és una espècie de planta dins la família Onagraceae, són plantes natives de la major part d'Amèrica del Nord. És una espècie perenne herbàcia i erecta que fa de 20 a 90 cm d'alt. Les fulles són lleugerament serrades, les flors apareixen a la primavera i l'estiu, fan de 2,5 a 5 cm de diàmetre, són grogues i tenen forma de copa. El fruit és una càpsula.
N'hi ha nombrosos cultivars usats en jardineria